# Bernd Balzer
Bernd Balzer (* 2. Januar 1942 in Berlin) ist ein deutscher Germanist und Literaturhistoriker.

## Leben
Nach dem Abitur begann er 1961 ein Studium der Germanistik, Anglistik, Philosophie und Erziehungswissenschaft an der Freien Universität Berlin, welches er 1968 mit dem Staatsexamen abschloss. Anschließend war Balzer wissenschaftlicher Assistent an der FU. Seine Promotion erfolgte 1972 mit der Dissertation Bürgerliche Reformationspropaganda. Die Flugschriften des Hans Sachs in den Jahren 1521–1523.
Von 1973 bis 1976 war er Assistenzprofessor an der FU, und von 1977 bis 2007 Professor für Neuere deutsche Literatur an der FU Berlin. 1977 war Balzer Gastprofessor an der University of Wisconsin/Madison und 1982 Gastprofessor an der Peking-Universität.
Balzer war Herausgeber der Werke Ricarda Huchs und Heinrich Bölls. Er publizierte über Heinrich Böll, Wolfgang Borchert, Rolf Hochhuth und die Literatur des Bürgerlichen Realismus. Weitere Publikationen sind verzeichnet in: „Der Hüter des Humanen. Festschrift für Prof. Dr. Bernd Balzer zum 65. Geburtstag“. Hrsg. v. Edward Bialek, Marek Halub und Eugeniusz Tomiczek. Dresden und Nysa 2007, S. 423–431.